# Józef Szewczyk (wojewoda)
Józef Szewczyk (ur. 1937 w Czastarach) – polski polityk, działacz spółdzielczy, były wojewoda sieradzki.
Ukończył studia administracyjne na Uniwersytecie Łódzkim. W latach 1956–1967 zajmował kierownicze stanowiska w Gminnej Spółdzielni "Samopomoc Chłopska" w Czastarach, następnie do 1971 był wiceprezesem zarządu GS w Wieruszowie. Od 1972 do 1975 pełnił funkcję wiceprzewodniczącego prezydium powiatowej rady narodowej oraz wicenaczelnika powiatu. Od 1976 do 1989 był etatowym pracownikiem Zjednoczonego Stronnictwa Ludowego na stanowisku przewodniczącego struktur wojewódzkich.
W okresie od 22 lutego 1989 do 20 lutego 1991 sprawował urząd wojewody sieradzkiego.